# The Adicts
Pour les articles homonymes, voir Addict.
The Adicts est un groupe de punk rock britannique, originaire d'Ipswich, dans le comté du Suffolk, en Angleterre. The Adicts se sont formés à la fin 1975, sous le nom de The Afterbirth and the Pinz. Ils changent rapidement le nom du groupe en The Adicts et se font connaître pour leur look largement inspiré des droogs du film Orange mécanique. Populaire dans les années 1980, le groupe atteint les classements indépendants pendant la décennie,.

## Biographie

### Fondation et deux premiers albums (1975-1982)
Le groupe se forme à la fin de 1975, à Ipswich, dans le comté du Suffolk, en Angleterre, initialement sous le nom de Afterbirth and the Pinz ou plus simplement The Pinz. Il publie son premier EP en 1979, Lunch with the Adicts, au label Dining Out. En 1980, le groupe enregistre les chansons Sympathy et Sheer Enjoyment pour un single, mais elles ne seront pas publiées avant la sortie de la compilation This Is Your Life (1984). Le groupe publie son premier album studio, Songs of Praise en 1981, sur son propre label, Dwed Wecords, financé par leur ancien manager Geordie Davison. L'album atteint la 15e place des classements britanniques. En 1982, l'album est réédité par Fallout Records, qui a aussi publié le single Viva la Revolution, l'une des chansons les plus iconiques du groupe. Cette même année, ils signent avec le label Razor Records et publient leur deuxième album studio, Sound of Music, qui comprend le single Chinese Takeaway. Il atteint la 99e place des classements britanniques.

### Turbulences, puis troisième et quatrième album (1983-1986)
En 1983, le groupe publie le single Bad Boy. Ce succès les mène à signer au label Sire Records, dirigé par la major Warner Bros. Records. À cette période, le groupe change de nom pour ADX à son arrivée à Sire. Cette relation avec Sire ne dure que deux singles, Tokyo (produit par le chanteur des Vapors, David Fenton, en 1984) et une reprise de Falling in Love Again (Can't Help It) de Marlene Dietrich en 1985. Leur troisième album, Smart Alex, qui comprend les singles Bad Boy et Tokyo, est publié en 1985 chez Razor Records, et placé 7e dans les classements britanniques. Leur troisième disque de cette année est l'EP Bar Room Bop, pour lequel ils reviennent chez Fallout. Leur quatrième album studio, Fifth Overture (1986), est initialement publié en Allemagne, puis dans leur pays natal l'année suivante.

### Périodes d'inactivité et cinquième album (1987-2001)
Le groupe entre par la suite dans une période d'inactivité, publiant seulement les albums live Live and Loud!!, enregistré en 1981 et publié en 1987, et Rockers into Orbit, enregistré en 1986 et publié en 1990. Le nouvel album studio paraît enfin en 1992, lorsque le label Cleopatra Records sort Twenty-Seven, publié un an plus tard au Royaume-Uni par le label Anagram Records. Cleopatra rééditera leurs trois premiers albums en 1993. Une autre période d'inactivité s'ensuit, cette fois jusqu'en 2002. 

### Reformation et nouveaux albums (2002 à aujourd'hui)
En 2002, ils publient leur premier album en près d'une décennie, Rise and Shine, au label Captain Oi! Records. Deux ans plus tard, sort l'album Rollercoaster au label américain SOS Records. Au fil des années, SOS publie ses propres rééditions de Sound of Music, Smart Alex, Twenty-Seven et Rise and Shine. Le nouvel album des Adicts est une version revisitée de leur premier LP, Songs of Praise. Il est publié en 2008 au label européen People Like You Records. Un an plus tard sort Life Goes On au même label. En 2012, All the Young Droogs est publié chez DC-Jam Records.

## Membres

### Membres actuels
- Keith Warren (Monkey) - chant
- Pete Dee Davison - guitare
- Michael Davison - batterie
- John Ellis - guitare
- Davey « Bastard » Menza - basse

### Anciens membres
- Mel « Spider » Ellis - basse
- Dan Gratziani - violon
- Tim Hocking - basse
- James Harding - claviers
- David « Pretty Boy » Arnold - fiddle
- Dan « Fiddle Dan » Graziani - fiddle
- Cody « 12 » Farwell - basse
- Shahen Hagobian - basse

## Discographie

### Albums studio
- 1981 : Songs of Praise (CD/LP, DWED Records)
- 1982 : Sound of Music (Razor Records, réédité par Cleopatra Records en 1992)
- 1985 : Smart Alex (Razor Records, réédité par Cleopatra Records en 1993)
- 1986 : Fifth Overture (Fall Out Records)
- 1993 : Twenty-Seven (Cleopatra Records)
- 2002 : Rise and Shine (Captain Oi! Records)
- 2004 : Rollercoaster (SOS Records)
- 2008 : Songs of Praise: 25th Anniversary Edition (Ré-enregistrement Songs of Praise) (People Like You Records)
- 2009 : Life Goes On (SOS Records)
- 2012 : All The Young Droogs (Cockroach Media)
- 2017 : And It Was So! (Nuclear Blast)

### Albums live
- 1990 : Rockers Into Orbit (CD/LP, Fall Out Records)
- 1993 : Live and Loud (Cleopatra Records)
- 2004 : Joker in the Pack (Anagram Records)

### Compilations
- 1983 : This is Your Life (CD/LP, Fall Out Records)
- 1994 : Totally Adicted (Castle)
- 1995 : Complete Singles Collection (Cherry Red / Anagram)
- 1997 : Ultimate Addiction (Cleopatra Records)
- 1999 : The Very Best of the Adicts (Anagram Records)
- 2005 : Clockwork Punks: The Collection (Anarchy Music)
- 2005 : Made in England (SOS Records)
- 2012 : Total Adicts (Anagram Records)